# Mas de l'Hereu (Montbrió del Camp)
El Mas de l'Hereu, o Mas de l'Hereuet, és una masia rural catalana dividida en dues propietats amb el Mas Llambert. Està situada a Montbrió del Camp (Baix Camp), a la carretera T-310, quilòmetre 12,250.
L'origen d'aquesta construcció és del segle xii. Inicialment eren una sola propietat i hi ha documents que proven que el 1300 ja s'havien segregat. El conjunt està protegit com a bé cultural d'interès local i la torre de defensa com a bé cultural d'interès nacional.

## Torre del Mas de l'Hereu
La part anomenada mas de l'Hereu consta d'una primera planta noble, amb dues sales i un pati interior amb porxos i claustre. Amb posterioritat fou afegit un magatzem. També té una bassa de grans dimensions.
La torre de defensa és una construcció de planta circular que consta de planta baixa, dues plantes pis i un mirador envoltat per merlets i matacans. La torre fou construïda l'any 1591 per defensar-se dels creixents atacs pirates de la costa catalana.

## Mas Llambert
Consta de planta baixa, pis i golfes. La porta principal és d'arc de mig punt adovellat, mentre que les finestres són d'arcs molt rebaixats o amb llindes de maó. Sobre la porta del mas hi ha un matacà. La coberta és a doble vessant, amb el carener paral·lel a la façana principal. Els diferents cossos adossats presenten alçades diferents amb teulades, per tant, independents. El mas Llambert presenta una construcció circular adossada que també podria ser una torre de defensa.
Al costat s'hi pot trobar un vèrtex geodèsic (referència 261139001).
Ambdues cases tenen un forn de pa i una cisterna.

## Història
És la masia més anomenada del terme i la més important. La construcció actual és del segle xvi, tot i que les torres cilíndriques són medievals. A les finestres altes de la torre aïllada hi ha la data 1586, que potser correspon a la data de construcció del mas. Pertany a dos propietaris, corresponent als senyors Massip de Montbrió la torre tangent i la meitat de la casa.
La masia ha estat restaurada i actualment està condicionada amb diverses habitacions per gaudir del turisme rural. La torre disposa de quatre plantes amb rebedor, dormitori, oratori i mirador.